# Fronteira Costa do Marfim–Libéria
A fronteira entre Costa do Marfim e Libéria é a linha que limita os territórios da Costa do Marfim e da Libéria.
De sul para norte, a fronteira começa na foz do rio Cavally, a 21 km a leste do ponto mais meridional da África Ocidental: o Cabo Palmas. Segue este rio durante grande parte do seu percurso, até passar para o rio Nipoué, que segue até muito perto do seu final. Termina na tríplice fronteira de ambos os países com a Guiné.
A situação na fronteira não é de perfeita acalmia. De vez em quando, como em 2002-2003, há escaramuças com os rebeldes de ambos os lados a combater os respectivos governos apoiados pelo governo do outro lado da fronteira. As tropas das Nações Unidas vigiam secções da fronteira.